# Tatsuki Ishihara
Tatsuki Ishihara (japanisch 石原 樹 Ishihara Tatsuki; * 26. Juni 2001) ist ein japanischer Judoka. Er war 2024 Asienmeister und Weltmeisterschaftszweiter im Leichtgewicht, der Gewichtsklasse bis 73 Kilogramm.

## Sportliche Karriere
Ishihara gewann 2023 bei den japanischen Meisterschaften. Drei Monate später erkämpfte er die Goldmedaille bei den aus 2021 verschobenen World University Games in Chengdu.
Im Februar 2024 siegte Ishihara beim Grand-Slam-Turnier in Paris. Im April traf er im Finale der Asienmeisterschaften auf den Usbeken Murodjon Yuldoshev und gewann seinen ersten internationalen Titel. Einen Monat später traf Ishihara im Finale der Weltmeisterschaften in Abu Dhabu auf den Aserbaidschaner Hidayət Heydərov. Er verlor und erhielt die Silbermedaille.
2025 siegte Ishihara beim Grand Slam in Baku. Vier Monate später verlor er im Viertelfinale der Weltmeisterschaften in Budapest gegen den Brasilianer Daniel Cargnin. Mit Siegen über Rəşid Məmmədəliyev aus Aserbaidschan und über den Italiener Manuel Lombardo sicherte sich Ishihara eine Bronzemedaille.